# Antrefftal
Antrefftal war eine kurzlebige Gemeinde im hessischen Landkreis Ziegenhain. Heute gehört ihr ehemaliges Gebiet zur Gemeinde Willingshausen im Schwalm-Eder-Kreis.

## Geschichte
Zum 31. Dezember 1971 wurde im Zuge der Gebietsreform in Hessen die bis dahin selbständige Gemeinde Gungelshausen auf freiwilliger Basis nach Zella eingemeindet und gleichzeitig fusionierten Zella, Willingshausen und Merzhausen zur neuen Gemeinde Antrefftal.
Da die Gemeinde Antrefftal nach Ansicht der hessischen Landesregierung noch zu klein war, wurde sie am 1. Januar 1974 kraft Landesgesetz in die neu geschaffene Gemeinde Willingshausen im neuen Schwalm-Eder-Kreis eingegliedert.